# Everybody Have a Good Time
"Everybody Have a Good Time" är en låt av det brittiska rockbandet The Darkness, skriven av Dan och Justin Hawkins. Låten var bandets andra singel från dess tredje studioalbum Hot Cakes. Låten gavs ut som digital nedladdning den 26 juni 2012.

## Live
Låten framfördes live för första gången den 1 februari 2012 på Phoenix Concert Theatre i Toronto, Kanada. Låten byttes dock ut mot Hazel Eyes en bit in i turnén, men återkom senare under Hot Cakes Tour och spelades bland annat på Sweden Rock Festival.

## Musikvideo
Låtens video regisserades av Warren Fu och hade världspremiär den 28 juni 2012. I videon återfinns bland andra kvinnan som utför en striptease i videon till föregående singel, Every Inch of You.